# Kronos - Sfida al passato

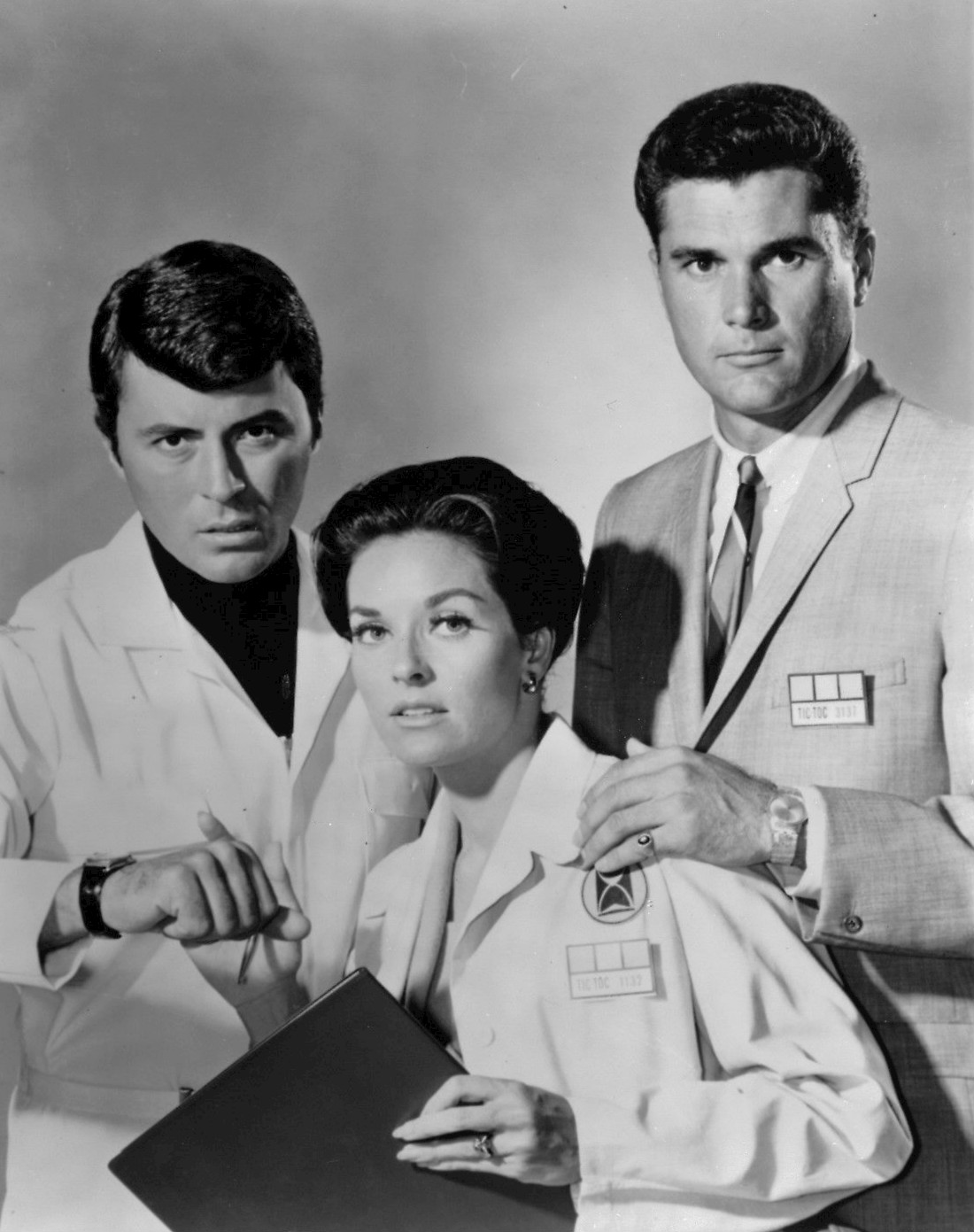
James Darren, Lee Meriwether e Robert Colbert.

Kronos - Sfida al passato (The Time Tunnel) è una serie televisiva statunitense di fantascienza andata in onda per la prima volta nel 1966 e 1967, la terza ideata e prodotta da Irwin Allen dopo Viaggio in fondo al mare (1964–1968) e Lost in Space (1965–1968). Il primo episodio è stato trasmesso negli Stati Uniti il 9 settembre 1966. La prima trasmissione doppiata in lingua italiana risale all'inizio degli anni ottanta sui circuiti delle tv private italiane; in seguito la serie tv è andata in onda anche da Mediaset. Nel 1999 è stato trasmesso dal canale satellitare Canal Jimmy con titoli leggermente diversi dalla trasmissione Mediaset.

## Trama
(frase di apertura della serie)
Il progetto Tic-Toc è un esperimento segreto del Governo degli Stati Uniti, denominato "Tunnel del Tempo". Per impedire che venga annullato per gli ingenti costi, il dott. Tony Newman (James Darren) decide di sperimentarlo personalmente, per dimostrare l'efficacia del progetto, e si ritrova a bordo del Titanic, poche ore prima del suo affondamento.
In suo aiuto entra nel tunnel del tempo anche il dott. Doug Phillips (Robert Colbert) che lo raggiunge nel passato, ma per i due inizia un'avventura continua, imprigionati dei tempi passati e futuri, sorvegliati dallo staff degli scienziati che cercano di riportarli a casa, trasportandoli invece in mezzo a innumerevoli eventi storici.

## Colonna sonora
La colonna sonora è stata composta da John Williams (accreditato come "Johnny Williams").

## Episodi
| Stagione       | Episodi | Prima TV USA | Prima TV Italia |
| -------------- | ------- | ------------ | --------------- |
| Prima stagione | 30      | 1966-1967    | 1980            |